# Bathippus digitalis
Bathippus digitalis là một loài nhện trong họ Salticidae.
Loài này thuộc chi Bathippus. Bathippus digitalis được Zhang, Da-xiang Song & Li miêu tả năm 2003.